# Ахмадабад (округ)
Ахмадабад - округ у штаті Гуджарат, Індія. Площа округу становить 8107 км², а населення 7214225 осіб (станом на 2011).

## Демографія
Із 7214225 мешканців округу 3788051 (52.5 %) становлять чоловіки та 3426174 (47.5 %) становлять жінки. В окрузі зареєстровано 1510134 домогосподарств (із яких 84.9 % у містах та 15.1 % у селах). У містах проживає 6063047 осіб (84.0 %), а в селах 1151178 осіб (16.0 %). Грамотними є 5435760 осіб (75.3 %), а неграмотними 1778465 осіб (24.7 %). Грамотними є 79.9 % чоловіків та 70.3 % жінок.

## Міста
- Ахмадабад
- Бапунаґар
- Бавла
- Бопал
- Дгандгука
- Дголера
- Дголка
- Ґамді
- Ґота
- Джамалпур
- Джеталпур
- Калі
- Ламбга
- Макарба
- Мандал
- Нандедж
- Народа
- Рамол
- Раніп
- Сананд
- Саркхедж-Окаф
- Шагпур
- Сінґарва
- Тхалтедж
- Вастрал
- Вастрапур
- Вірамґам